# Kunitachi
Kunitachi (Japanisch 国立市, -shi) ist eine Stadt im geographischen Zentrum der Präfektur Tokio.

## Geographie
Im Osten grenzt Kunitachi an Fuchū, im Westen an Tachikawa im Norden an Kokubunji und im Süden verläuft die Grenze zur Stadt Hino im Tamagawa. Kunitachi liegt, gemessen am Rathaus, 74 m über N.N. Es besitzt eine Ost-West-Ausdehnung von 2,3 km und eine Nord-Süd-Ausdehnung von 3,7 km.
Die Stadt ist bekannt für die Campi der Universität Hitotsubashi und der Musikhochschule Kunitachi.

## Geschichte
Bei der Modernisierung der Kommunalordnungen 1889 entstand hier das Dorf Yaho (Yaho-mura, 谷保村) im Kreis Nord-Tama, der bis 1893 noch zu Kanagawa gehörte. 1951 wurde Yabo als Kunitachi-machi umbenannt und zur [kreisangehörigen] Stadt (-machi).
Am 1. Januar 1967 bekam Kunitachi das Stadtrecht verliehen.

## Bevölkerung
- 36.460 Männer (davon 632 Ausländer)
- 37.239 Frauen (davon 734 Ausländerinnen)
- Gesamt: 73.699 Personen (davon 1.366 Ausländer)
- Haushalte: 34.262

Stand: 1. Juli 2006

## Stadtwappen
Kunitachi hat in seinem Wappen eine 5-blättrige Pflaumenblüte mit doppeltem Strich.
Deutung: Die äußere Linie des Wappens steht für das chinesische Schriftzeichen Kuni (国), das innere soll für tachi (立) und wie auch für das Zeichen für Erziehung und Kultur (文) stehen.
In seiner Gesamtheit soll es die 5 Kontinente widerspiegeln.

## Herkunft des Stadtnamens
Der Name Kunitachi wurde von der Hakone Tochi Kaihatsu Corporation gewählt als das Gebiet im Süden von Yaho-Mura gegen Ende der Taishō-Zeit erschlossen wurde.
Zu dieser Zeit verband die Chūō-Linie direkt Kokubunji (国分寺) und Tachikawa (立川).
Da der neue Bahnhof genau in der Mitte zwischen den beiden Bahnhöfen gebaut wurde, nahm man jeweils das erste Zeichen der beiden angrenzenden Stationen und nannte die neue Stadt 国立 (Kunitachi).
Aber erst am 1. April 1951 wurde Kunitachi offizieller Name.

## Verkehr
- Zug:
  - JR Chūō-Hauptlinie, Bahnhof Kunitachi, nach Tokio und Hachioji
  - JR Nambu-Linie, nach Kawasaki und Tachikawa

- Straße:
  - Nationalstraße 20

## Söhne und Töchter der Stadt
- Shuichi Abe (* 1960), Politiker
- Kazuki Anzai (* 1994), Fußballspieler
- Tatsuya Anzai (* 1996), Fußballspieler
- Miyako Yoshida (* 1965),  Balletttänzerin

## Angrenzende Städte und Gemeinden
- Hino
- Fuchū
- Kokubunji
- Tachikawa